# الباجور
الباجور إحدى مدن محافظة المنوفية بجمهورية مصر العربية، وهي قاعدة مركز الباجور.

موقع مدينة الباجور في خريطة مركز الباجور.

## التسمية
سميت بهذا الاسم نسبة إلى التسمية التاريخية بيجور وقد ذكرت في كتاب القاموس لابن مماتي، وفي كتاب تحفة الإرشاد بأنها من كفور قرية سبك الضحاك، وكذا في كتاب تاريخ العروسي ذكرت باسم بيجور. في عام 1228 هجريه وردت كما يعرفها الأهالي باسم الباجور.

## التاريخ

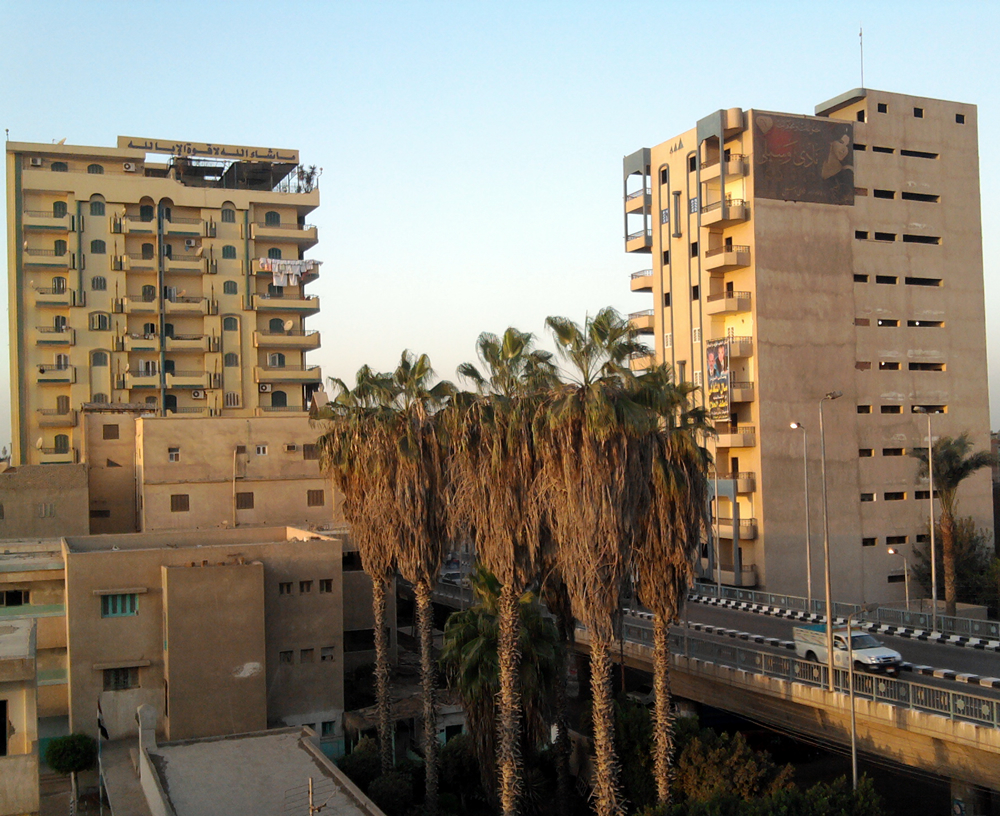
صورة حديثة من مدينة الباجور يظهر فيها كوبري الباجور.

ذكرها علي مبارك في كتابه الخطط التوفيقية، حيث ذكر أنها من قرى مديرية المنوفية بقسم سبك، وأن بها 5 جوامع بكل منها ضريح، وبها معمل دجاج وأحد عشر بستانًا وست سواقي. كما ذكر أن جملة أراضيها 1291 فدان، وعدد سكانها 1998 نسمة كلهم مسلمون، لهم شهرة في صناعة شراب العرقسوس وزراعة القطن.

## الموقع
تقع الباجور على بعد 13 كم غرب مدينة بنها، وعلى بعد 10 كم شرق مدينة منوف، وعلى مسافة 12 كم جنوب مدينة شبين الكوم.

## السكان
بلغ عدد سكان مدينة الباجور 38,798 نسمة، حسب الإحصاء الرسمي لعام 2006.

## من أبناء المدينة
- الشيخ إبراهيم الباجوري شيخ الجامع الأزهر في الفترة من 1263 هـ - 1277 هـ / 1847 – 1860[3]
- كمال الشاذلي وزير الدولة لشئون مجلسي الشعب والشورى الأسبق، ورئيس المجالس القومية المتخصصة سابقًا.[4]